# Erich Itor Kahn
Erich Itor Kahn (geboren 23. Juli 1905 in Rimbach im Odenwald; gestorben 5. März 1956 in New York) war ein deutschamerikanischer Musiker, der als Jude und Komponist sogenannter „entarteter Musik“ von den Nationalsozialisten ins Exil getrieben wurde. Sein Werk steht in engem Zusammenhang mit der Schönberg-Schule und der Zwölftonmusik.

## Leben
Erich Itor Kahn wurde als Sohn des jüdischen Kantors Leopold Kahn, der aus dem damals russischen Baltikum stammte, und der Selma Friedlein geboren. Seine Mutter war Deutsche. Bald nach seiner Geburt übersiedelte die Familie nach Königstein im Taunus bei Frankfurt am Main, wo der Vater eine Kantorstelle in der dortigen jüdischen Gemeinde übernahm. Kahn erhielt Klavierunterricht von seinem Vater, der die Begabung seines Sohnes sehr früh erkannte. Die Eltern verhielten sich anfangs gegenüber dem Wunsch ihres Sohnes, Berufsmusiker zu werden, ablehnend; ein Studium im nahen Frankfurt am Main bedeutete damals bei schlechter Verkehrsanbindung beschwerliche, zeitraubende Wege. Dennoch setzte der Sohn sich durch und begann seine Ausbildung am Hoch'schen Konservatorium (Klavier bei Paul Franzen und Komposition zunächst bei Waldemar von Baußnern, später bei Bernhard Sekles) in Frankfurt am Main. Da die Familie nicht begütert war, bedeutete dies, dass Kahn sein Studium durch Klavierstunden und Musizieren in den Kaffeehäusern verdienen musste. Nachdem er sein Examen am Konservatorium 1928 mit Auszeichnung absolviert hatte, fand er, nach kurzem Aufenthalt in Würzburg, eine Anstellung bei Radio Frankfurt, die es ihm ermöglichte, sein Talent als Konzertpianist und mit ersten Kompositionen unter Beweis zu stellen.
Durch seine Tätigkeit beim Rundfunk kam Kahn mit den Vertretern zeitgenössischer Musik in Verbindung. Frankfurt war ein Zentrum modernen Musiklebens; erwähnt seien an dieser Stelle nur zwei bedeutende, wenn auch in unterschiedliche musikalische Richtung tendierende Frankfurter Vertreter der neuen Musik, die mit Kahn in freundschaftlicher Beziehung standen: Paul Hindemith und Theodor W. Adorno. Kahns eigene Kompositionen waren der Zwölftonmusik der Schönberg-Schule verpflichtet, obwohl er nie direkter Schüler Schönbergs war.
In dieser überaus fruchtbaren Zeit vor der nationalsozialistischen Machtübernahme profilierte sich der junge Kahn als Konzertpianist und Interpret moderner Musik. Adorno, der damals Konzertkritiken schrieb und von Kahn bei der Probenarbeit für das Musikstudio in Frankfurt unterstützt wurde, rühmt die materialgerechte Präzision und Vertrautheit Kahns mit der Ästhetik der Avantgarde. Beide trafen sich in ihrer reflektierten Einstellung gegenüber der Schönberg'schen Lehre, indem sie die Zwölftontechnik als revolutionäre Komponierweise verstanden, die jedoch der Steigerung des Ausdruckscharakters moderner Musik zu dienen habe. Kahn sprach deshalb im Zusammenhang mit der kritiklosen Anwendung der neuen Kompositionstechnik von der Gefahr, „Robotermusik“ zu komponieren.
Trotz seiner Erfolge machte sich Kahn wenig Illusionen über die bedrohliche politische Situation. Seine Frau Frida, die mit ihrer jüdischen Familie aus Russland zur Zeit der bolschewistischen Revolution geflohen war, bestärkte ihn darin. Bereits in den frühen Kritiken, die seine Kompositionen in Würzburg und andernorts hervorgerufen hatten, war der latente Antisemitismus der Zeit vor Hitler deutlich spürbar gewesen. Der seit der Machtübernahme am 31. Januar „gleichgeschaltete“ Hessische Rundfunk verbot vom 1. April 1933 an allen jüdischen Mitarbeitern den Zutritt; Kahn war de facto entlassen, sollte aber dank Hans Rosbaud zumindest noch bis Ende des Jahres sein Gehalt beziehen.
Kahn ging mit seiner Frau Frida (geb. Rabinowitsch) nach Frankreich ins Exil, wo er in Paris trotz widriger Bedingungen unbeirrt an seinen Kompositionen arbeitete. René Leibowitz gehörte dort zu seinen engen Freunden. Kahns Frau, selbst eine begabte Pianistin, trug mit Klavierunterricht zum Unterhalt bei. Nach Kriegsbeginn wurden die Kahns in Frankreich 14 Monate lang in verschiedenen Lagern interniert und teilten die Lebensbedingungen vieler anderer Exilanten, darunter Künstler und Intellektuelle wie Max Ernst und Walter Benjamin. Es begann eine Odyssee durch verschiedene französische Lager, in denen sie auf ihre Ausreise in die USA hofften.
Kahn und seiner Frau Frida gelang es schließlich, mit Hilfe des Flüchtlingskomitees des Amerikaners Varian Fry über Marseille und Casablanca 1941 in die USA zu emigrieren.
Im Unterschied zu vielen europäischen Flüchtlingen hatte Kahn das Glück, auch in den USA Karriere zu machen. Er trat als Klaviersolist auf, gründete dann mit seinen Freunden Alexander Schneider, Violine, und Benar Heifetz, Cello, das Albeneri-Trio, mit dem er erfolgreich auf Gastspielreisen und in New York, wo er sich niedergelassen hatte, auftrat und maßstabsetzende Schallplatteneinspielungen machte.
Als Komponist gelang ihm jedoch nicht der Durchbruch. Bei einer Europareise fand er in Deutschland viel Beachtung in den Kreisen der Avantgarde. Seine Kompositionen wurden vor allem durch die Vermittlung des mit ihm befreundeten Dirigenten Hans Rosbaud und anderer aufgeführt und auch im Rundfunk gesendet.
1955 erkrankte Kahn nach einem denkwürdigen Klavierabend schwer an einem Hirntumor, offenbar Folge eines Verkehrsunfalls in Frankreich, und starb schließlich, ohne das Bewusstsein wieder erlangt zu haben, am 5. März 1956 in New York.
Erst seit kurzem erinnert man sich auch in Deutschland wieder dieses bedeutenden Vertreters der neuen Musik, dessen Werke den Nazis als „entartet“ galten. Kahns Frau Frida war bis zu ihrem Tod 2002 in New York City bestrebt, das Werk ihres Mannes der Öffentlichkeit in Erinnerung zu halten.
So wurden etwa einige seiner wichtigsten Werke in der Hochschule für Musik und Darstellende Kunst in Frankfurt am Main, im November 2005 zu Ehren des Komponisten einem breiteren Publikum durch den Hessischen Rundfunk wieder bekannt gemacht.

## Zitat
Folgendes Zitat verdeutlicht Kahns musikästhetische Position und seine Nähe zur Theorie Adornos:

„Ich glaube, daß inmitten einer Zeit der Weltkrise auch die Kunst dieser Krise unterworfen ist. In einer Epoche, da es keine Stabilität der Ausdrucksmittel und des Stils gibt, da alles Vollendete kurzlebig scheint, da eine endgültige Realisation in dem Maße, wie sie sich als wahr erweist, auch als dialektische Auseinandersetzung mit dem Material auftritt, als Erschütterung, als Veränderung, als eine Art Abschied - inmitten einer solchen Zeit hat der Komponist nur einen einzigen Stützpunkt: die Rechte und Pflichten, die sich aus der ererbten historischen Lage der Musik ergeben zugleich mit der geistigen Vision ihres Ausdruckswillens. Die erste und entscheidende Frage ist diese: wie weit können wir gehen, ohne die Vergangenheit zu verraten, und was müssen wir bewahren, ohne die Zukunft zu verraten?“

## Werke (Auswahl)
Kompositionen:
- Suite „Präludien zur Nacht“ (1927) für Kammerorchester
- Four Pieces On Medieval German Poems: Maria ging wohl langs dem Meer/Ich wollt mich zur lieben Maria/Maria durch ein' Dornwald ging/Ave Maria, ein Ros' ohn alle Dorn (1930) für Sopran und Klavier
- Three Bagatelles: Moderato (for Erich Schmid)/Adagio-Vivo-Adagio (for René Leibowitz)/Poco allegro (for Beveridge Webster) (1935–36) für Klavier
- Suite (1937) für Viola und Klavier, bearbeitet als Suite concertante (1937) für Violine und Orchester (Orchestration 1964 von R. Leibowitz vervollständigt)
- 8 Inventions (1937) für Klavier
- Rapsodie hassidiqe (1938) für gemischten Chor
- Trois chansons populaires: J'ai repoussé la bonne rive/D'ou vient ou le soleil s'en est allé/Dessus l'herbe (1938) für Mezzosopran und Klavier (Text: J. Leibowitz)
- Les symphonies bretonnes (1940) für Orchester
- 2 Psalmen (1940/42) für Sopran und Klavier
- 3 caprices de Paganini (1942) für Violine und Klavier
- Ciaconna dei tempi di guerra (1943) für Klavier
- Nenia Judaeis Qui Hac Aetate Perierunt für Violoncello und Klavier (1940–41) (Kahn schrieb dieses Werk „in Erinnerung an die Juden, die im Holocaust ermordet wurden“, nachdem ihm in Frankreich die Flucht aus einem Internierungslager gelungen war)
- Actus Tragicus (1946–47) für 10 Instrumente
- Short Piano Piece (1951)
- Streichquartett (1953)
- Vocalise (1954) für gemischten Chor
- 4 Nocturnes (1954) für Sopran und Klavier (Text: T. Corbière, J.P. Worlet, V. Hugo, P.B. Shelley)
- Concerto a due (op.posth) für Violine und Klavier

## Diskographie
- E. I. Kahn, Klavierwerke (Pianist: Thomas Günther). CYBELE RECORDS, SACD, 2007
- E. I. Kahn, Nenia / Streichquartett / Ciaccona (Lucas Fels, Stefan Litwin, Jean Pierre Collot, Leonardo Quartett). telos music records, 2009.

## Film zu Leben und Werk
- Vergessene Musik – Der Komponist Erich Itor Kahn. Produktion: Hessischer Rundfunk. Regie: Karin Alles (1993)